# Râul Valea La Stână
Râul Valea La Stână este un curs de apă, afluent al râului Cârligate.